# دانشگاه اس‌آراچ هایدلبرگ
دانشگاه علوم کاربردی اس‌آراچ هایدلبرگ (آلمانی: SRH Heidelberg) یک دانشگاه خصوصی تأیید شده توسط دولت آلمان، در شهر هایدلبرگ است.
این دانشگاه در ۱ اکتبر ۱۹۶۹ به عنوان مرکز توانبخشی حرفه ای افراد دارای معلولیّت در بخش آموزش عالی (آلمانی: Stiftung Rehabilitation Heidelberg) افتتاح شد. در سال ۱۹۹۱، این دانشگاه به صورت خصوصی برای همه دانشجویان، فعالیّت خود را آغاز کرد. از آن زمان، نسبت دانش آموزان معلول به حدود ۵ درصد کاهش یافته‌است. در سال ۲۰۰۴ این مؤسسه توسط شورای علوم آلمان تأیید شد و هم‌اکنون با بیش از ۳۶۰۰ دانشجو و با بیش از ۴۰ رشته تحصیلی، یکی از قدیمی‌ترین و بزرگترین دانشگاه‌های خصوصی آلمان است.

## نگارخانه

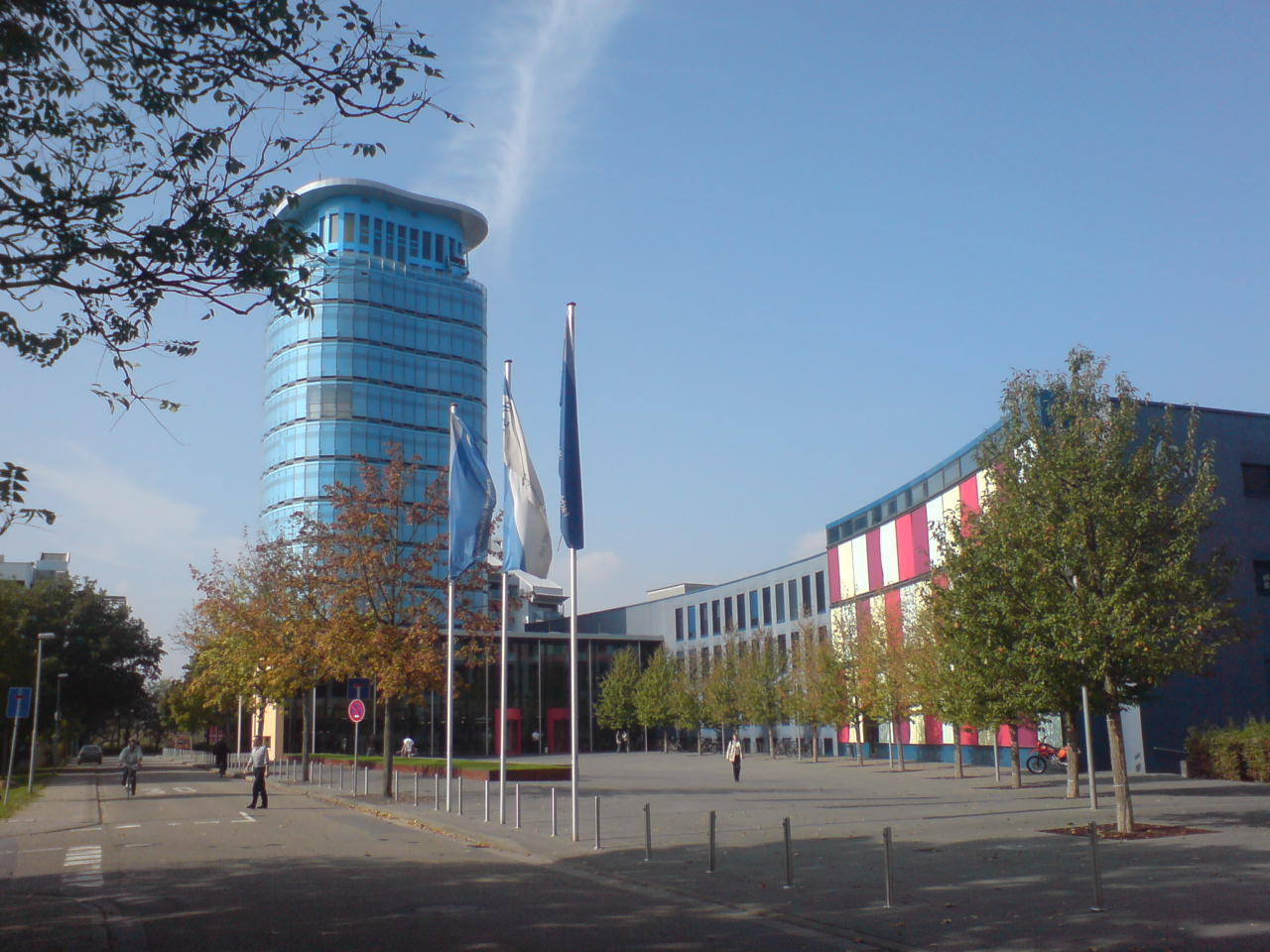